# Лен
Вижте пояснителната страница за други значения на Лен.
Лен (Linum) е род едногодишни и многогодишни тревисти растения и полухрасти от семейство Ленови (Linaceae). Културният лен (L. usitatissimum) се отглежда като влакнодайно и маслодайно растение. Познати са следните разновидности – влакнодаен, маслодаен, междинен, планински и полузимен. Химичен състав – слузни вещества (глицериди). Действието на лена е омекотяващо и противовъзпалително.

## Видове
- Планински лен (Linum alpinum)
- Австрийски лен (Linum austriacum)
- Зимен лен (Linum bienne)
- Главест лен (Linum capitatum)
- Стабилен лен (Linum catharticum)
- Щитовиден лен (Linum corymbulosum)
- Нежен лен (Linum elegans)
- Старопланински лен (Linum extraxillare)
- Жълт лен (Linum flavum)
- Влакнест лен (Linum hirsutum)
- Едностълбчест лен (Linum hologynum)
- Жилчест лен (Linum nervosum)
- Възлоцветен лен (Linum nodiflorum)
- Паласиев лен (Linum pallasianum)
- Изправен лен (Linum strictum)
- Кримски лен (Linum tauricum)
- Теснолистен лен (Linum tenuifolium)
- Тракийски лен (Linum thracicum)
- Тристълбчест лен (Linum trigynum)
- Едножилков лен (Linum uninerve)